# Тајленхофен
Тајленхофен (њем. Theilenhofen) општина је у њемачкој савезној држави Баварска. Једно је од 27 општинских средишта округа Вајсенбург-Гунценхаузен. Према процјени из 2010. у општини је живјело 1.191 становника. Посједује регионалну шифру (AGS) 9577172.

## Географски и демографски подаци
Тајленхофен се налази у савезној држави Баварска у округу Вајсенбург-Гунценхаузен. Општина се налази на надморској висини од 494 метра. Површина општине износи 20,3 km². У самом мјесту је, према процјени из 2010. године, живјело 1.191 становника. Просјечна густина становништва износи 59 становника/km².